# ケタガラン族

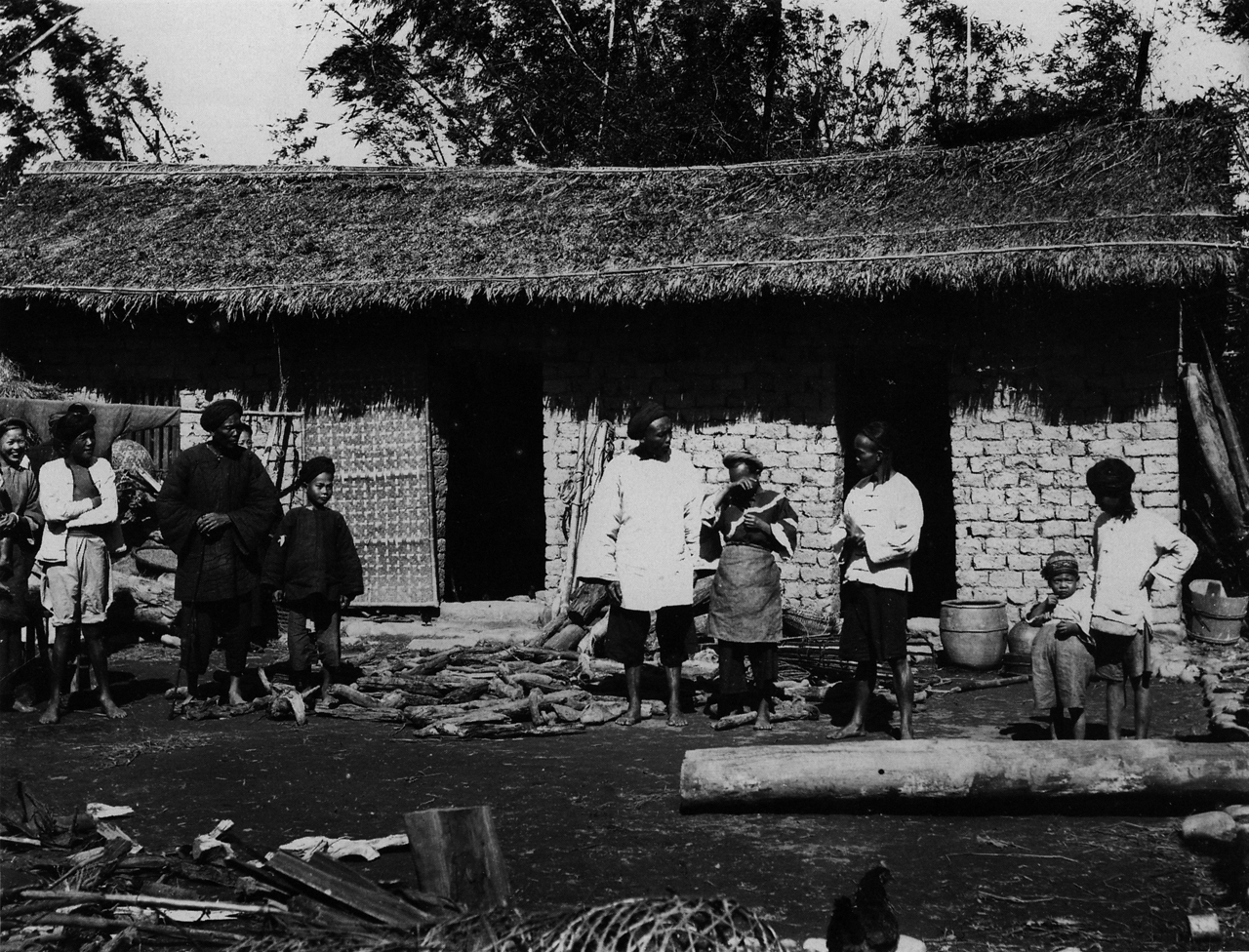
1897年に撮影された、カナツイ社(現在の台北市大同区)のケタガラン族。建築や服装は、ほとんど漢民族に同化している。

ケタガラン族（凱達格蘭族）はかつて台湾北部に居住する平埔族（漢人などと同化が進んだ台湾原住民）の一つ。現在の新北市・台北市・基隆市・桃園市一帯に広がる台北盆地に居住し、前史時代には国家的なものも形成されていたようである。
ケタガラン族にはルイラン族（雷朗族）・バサイ族（巴賽族）・トルビアワン族（哆囉美遠族）という三つの支族があり、それぞれ現在の桃園付近・基隆付近・宜蘭付近に居住していた。商いや航海に長じ、早くから漢人や南蛮人・日本人と交易を行い栄えていたが、鄭氏政権の頃から漢人との同化が進み、日本統治時代初期には既にケタガラン独自の文化というものはほとんど消滅してしまった。
ケタガラン族は文字を持たなかったため、文化と共にその言葉もほとんどが失われてしまった。しかし台北北部にはケタガランの言葉に由来する地名が多く残っている。「艋舺」（萬華地区の古称）や北投などの地名はケタガランやその支族であるバサイ族の言葉に漢字を宛てたものである。
台北県貢寮区に原子力発電所が建築された際、ケタガラン族の集落の遺跡が発見された。しかし十分な調査を行わずに建築を強行し、遺跡を破壊したため、ケタガラン族の末裔や非核団体などから強い批判を浴びた。
当時台北市長だった陳水扁は台湾正名運動・去蔣化の一環として介寿館（現：総統府）に面した道を「介寿路」から「凱達格蘭大道」に変更したが、これはケタガラン族に由来するものである。